# グラバー島
グラバー島 (英語: Glover Island) は、カナダのニューファンドランド・ラブラドール州、ニューファンドランド島のグランド湖にある大きな湖島である。島は、世界で18番目に大きい湖島でもある。グランド湖は天然湖であるが、ディア湖での電源開発のため水位が引き上げられている。
島はニューファンドランド島のアパラチア山脈により、北東、南西の方向にある。中間の幅は3.2マイルで、最長の長さが24.2マイルある。島は鉱物に富んでいることで知られており、現在貴金属の調査が行われている。
グラバー島には池や湖が点在する。島の中心付近北緯48度48分19秒 西経57度39分45秒 / 北緯48.80528度 西経57.66250度には、1.3マイル×0.5マイルの湖がある。この湖には、最大112m×112mの島北緯48度47分49秒 西経57度39分29秒 / 北緯48.79694度 西経57.65806度など、7つの島を含んでいる。「島の中の島の中の島」があるという特徴は、世界でも少数である。